# Liste der Kreisstraßen im Saale-Orla-Kreis

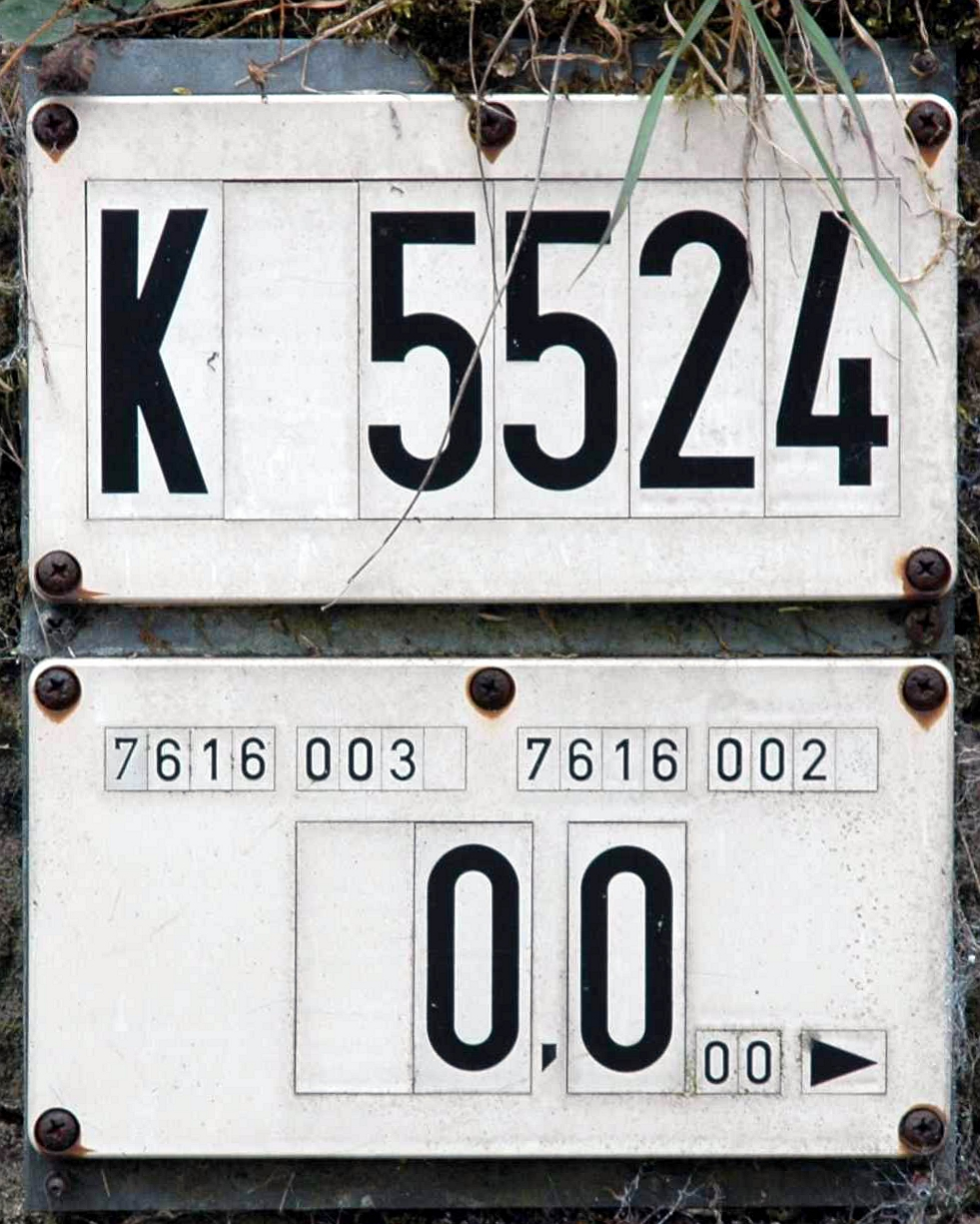
Stationszeichen

Die Liste der Kreisstraßen im Saale-Orla-Kreis ist eine Liste der Kreisstraßen im thüringischen Saale-Orla-Kreis.

## Abkürzungen
- K: Kreisstraße
- L: Landesstraße

## Liste
Straßen und Straßenabschnitte, die unabhängig vom Grund (Herabstufung zu einer Gemeindestraße oder Höherstufung) keine Kreisstraßen mehr sind, werden kursiv dargestellt. Der Straßenverlauf wird in der Regel von Nord nach Süd und von West nach Ost angegeben.
| Nr.   | Verlauf |
| ----- | --- |
| K 102 | – Helmsgrün |
| K 104 | Seibis – L 2372 |
| K 106 | L 1095 – Titschendorf |
| K 107 | – Weitisberga – Heberndorf – L 1096 in Wurzbach                                                                                    |
| K 110 | L 1099 in Eliasbrunn – Oberlemnitz – K 112 – Unterlemnitz – in Bad Lobenstein                                                      |
| K 111 | K 114 in Thierbach – L 1099 in Eliasbrunn                                                                                          |
| K 112 | in Heinersdorf – Oberlemnitz – K 110 – L 1099                                                                                      |
| K 114 | L 1099 in Ruppersdorf – K 111 in Thierbach                                                                                         |
| K 115 | Rauschengesees – L 1099 in Gahma                                                                                                   |
| K 116 | K 117 in Altengesees – L 1099 in Gleima                                                                                            |
| K 117 | (K 167 im Landkreis Saalfeld-Rudolstadt) – Kreisgrenze – Altengesees – K 116 – Thimmendorf – L 1100 – Lückenmühle – K 121 – L 1102 |
| K 118 | Burglemnitz – L 1099 |
| K 121 | Weisbach – K 117 in Lückenmühle |
| K 124 | L 1102 – Röppisch |
| K 125 | L 1093 – Pottiga |
| K 126 | L 1095 – Zoppoten |
| K 128 | L 1100 – Karolinenfield |
| K 129 | L 2373 in Wurzbach – Dürrenbach |

| Nr.   | Verlauf |
| ----- | --- |
| K 201 | (Landkreis Saalfeld-Rudolstadt) – Kreisgrenze – Oelsen – Dobian – Seisla – Wöhlsdorf – K 516 in Ranis      |
| K 202 | in Krölpa – Gräfendorf                                                                                     |
| K 203 | L 1104 – Gössitz                                                                                           |
| K 204 | Riethe – Hütten – Herschdorf – Trannroda (– Abzweig nach Zella) – in Krölpa                                |
| K 205 | L 1108 in Kleindembach – Langendembach                                                                     |
| K 206 | L 1108 in Pößneck – Bodelwitz – Gertewitz – K 210 – Grobengereuth – K 209 – K 208 in Bankschenke           |
| K 207 | L 2365 – Peuschen – Laskau – Laskau, Abzweig zur Milchviehanlage                                           |
| K 208 | K 206 in Bankschenke – L 2350                                                                              |
| K 209 | K 206 in Grobengereuth – Daumitsch – Quaschwitz – K 501 – Dürrbachmühle – K 211 in Weira                   |
| K 210 | – K 501 – Döbritz – K 206 in Gertewitz                                                                     |
| K 211 | in Kolba – Krobitz – … – K 209 in Weira – Kospoda – Burgwitz – L 1077 in Neustadt an der Orla              |
| K 213 | – Dreitzsch – K 215 – (– Abzweig nach Schmieritz und Weltwitz) – Traun – K 512 – Miesitz – K 218 – /L 1087 |
| K 214 | (K 214 im Saale-Holzland-Kreis) – Kreisgrenze – Stanau – Breitenhain – L 1077                              |
| K 215 | K 514 in Rosendorf – Alsmannsdorf – Dreitzsch – K 213 – Neustadt an der Orla                               |
| K 216 | (K 113 im Saale-Holzland-Kreis) – Kreisgrenze – Ottmannsdorf – Schönborn – L 2364                          |
| K 217 | L 1087 in Triptis – Tömmelsdorf                                                                            |
| K 218 | K 213 in Miesitz – Lemnitz – Leubsdorf – L 1087 in Triptis                                                 |

| Nr.   | Verlauf |
| ----- | --- |
| K 301 | L 3002 – Rödersdorf – Göschitz – Löhma – L 3002 in Oettersdorf |
| K 302 | L 2350/L 2365 – Bucha – Tausa (– Abzweig nach Külmla) – Schöndorf – Volkmannsdorf – L 1103 in Neundorf |
| K 303 | L 2356 in Schilbach – Seubtendorf – K 309 – Künsdorf – Langgrün – |
| K 304 | (K 7873 im Vogtlandkreis, Sachsen) – Landesgrenze (– Abzweig nach Dröswein sowie Abzweig nach Lössau und zur ) – Langenbuch – Landesgrenze – (K 7872 im Vogtlandkreis, Sachsen) – Landesgrenze – ohne Anschluss an eine klassifizierten Straße – Landesgrenze – (K 7872 im Vogtlandkreis, Sachsen) |
| K 305 | Grochwitz – K 555 |
| K 306 | L 3002 – Gewerbe- und Industriegebiet Schleiz-Wolfsgalgen – Raila |
| K 307 | – Mielesdorf |
| K 308 | L 1090 in Tsnns – Ebersberg – Willersdorf – Rothenacker – Landesgrenze – (Sachsen) |
| K 309 | K 303 in Seubtendorf – Blintendorf – Göritz – Sparnberg |
| K 310 | L 1093 in Haidefeld – Gebersreuth – Mödlareuth – in Juchhöh |

| Nr.   | Verlauf                                                                               |
| ----- | ------------------------------------------------------------------------------------- |
| K 501 | K 210 – Nimritz – Solkwitz – Oberoppurg – Quaschwitz – K 209 – K 502 – L 2350 in Knau |
| K 502 | K 501 – Gewerbegebiet Weira – L 2350                                                  |
| K 503 | Rehmen –                                                                              |
| K 504 | Chursdorf – L 3002 in Tegau                                                           |
| K 505 | Pörmitz – L 1077                                                                      |
| K 506 | L 1105 – Wilhelmsdorf                                                                 |
| K 507 | Kirschkau –                                                                           |
| K 508 | Lausnitz bei Neustadt an der Orla –                                                   |
| K 509 | L 1108 – Schweinitz                                                                   |
| K 510 | Wittchenstein – Geroda – Mittelpöllnitz – /                                           |
| K 511 | Steinbrücken – L 1077                                                                 |
| K 512 | Kopitzsch – K 213                                                                     |
| K 513 | Pahnstangen – Neundorf – L 1103                                                       |
| K 514 | L 2318/L 2364 in Zwackau – K 215 in Rosendorf                                         |
| K 515 | L 2365 – Keila                                                                        |
| K 516 | L 1102 in Pößneck – Ludwigshof – Ranis – K 201 – L 1104/L 1105/L 2365 in Schmorda     |
| K 517 | L 1102 – Paska                                                                        |
| K 518 | L 2361 in Moßbach – L 1077                                                            |

| Nr.   | Verlauf                                                                                |
| ----- | -------------------------------------------------------------------------------------- |
| K 550 | Verlängerung der K 558 – Abzweig nach Isabellengrün – L 1095                           |
| K 551 | L 1095 – Kulm                                                                          |
| K 552 | in Schleiz – Oberböhmsdorf –                                                           |
| K 554 | Venzka –                                                                               |
| K 555 | Burgk – K 558 – K 305 – Möschlitz                                                      |
| K 556 | L 1089 in Unterkoskau – Oberkoskau                                                     |
| K 557 | L 1103 in Görkwitz – Mönchgrün                                                         |
| K 558 | Talsperre Burgkhammer – K 555 – L 1095                                                 |
| K 559 | Spielmes – L 1093                                                                      |
| K 561 | Göttengrün – L 3002                                                                    |
| K 562 | Harra – L 2372 in Blankenstein                                                         |
| K 563 | in Bad Lobenstein – Lichtenbrunn – L 2372 – K 104 – Landesgrenze – (St 2195 in Bayern) |
| K 564 | L 1095/L 1102 – Ebersdorf – Schönbrunn – L 1095 – in Bad Lobenstein                    |
| K 565 | Ullersreuth – L 1091                                                                   |